# Бівер (Арканзас)
Бівер (англ. Beaver) — місто (англ. town) в США, в окрузі Керролл штату Арканзас. Населення — 67 осіб (2020).

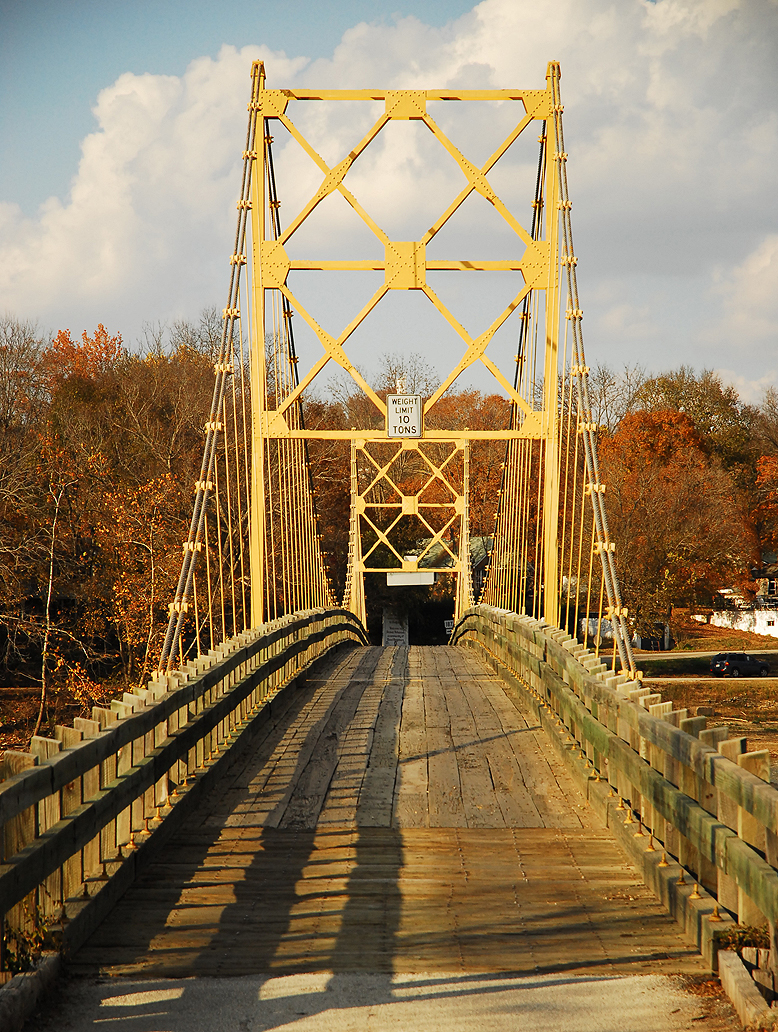
Дерев'яний містечк в околицях Бівера

## Географія
Бівер розташований на висоті 284 метра над рівнем моря за координатами 36°28′35″ пн. ш. 93°46′22″ зх. д. / 36.47639° пн. ш. 93.77278° зх. д. (36.476280, -93.772886).  За даними Бюро перепису населення США в 2010 році місто мало площу 1,42 км², з яких 0,95 км² — суходіл та 0,47 км² — водойми. В 2017 році площа становила 1,29 км², з яких 0,82 км² — суходіл та 0,48 км² — водойми.

### Клімат
| Клімат : Бівер        | Клімат : Бівер | Клімат : Бівер | Клімат : Бівер | Клімат : Бівер | Клімат : Бівер | Клімат : Бівер | Клімат : Бівер | Клімат : Бівер | Клімат : Бівер | Клімат : Бівер | Клімат : Бівер | Клімат : Бівер | Клімат : Бівер |
| Показник              | Січ.           | Лют.           | Бер.           | Квіт.          | Трав.          | Черв.          | Лип.           | Серп.          | Вер.           | Жовт.          | Лист.          | Груд.          | Рік            |
| Середній максимум, °C | 7,8            | 10,6           | 16,1           | 22,2           | 25,6           | 29,4           | 32,8           | 32,2           | 27,2           | 22,2           | 15,0           | 9,4            | 21,1           |
| Середній мінімум, °C  | −3,9           | −1,7           | 3,3            | 8,9            | 12,8           | 17,2           | 19,4           | 18,3           | 15,0           | 9,4            | 3,9            | −1,7           | 8,3            |
| Норма опадів, мм      | 51             | 71             | 104            | 107            | 124            | 112            | 84             | 97             | 104            | 94             | 97             | 86             | 1128           |
| --------------------- | -------------- | -------------- | -------------- | -------------- | -------------- | -------------- | -------------- | -------------- | -------------- | -------------- | -------------- | -------------- | -------------- |
| Джерело: Weatherbase  |                |                |                |                |                |                |                |                |                |                |                |                |                |

## Демографія
Згідно з переписом 2010 року, у місті мешкало 100 осіб у 38 домогосподарствах у складі 30 родин. Густота населення становила 70 осіб/км².  Було 51 помешкання (36/км²). 
Расовий склад населення:
| - 97,0 % — білих |

До двох чи більше рас належало 3,0 %. Іспаномовні складали 0,0 % від усіх жителів.
За віковим діапазоном населення розподілялося таким чином: 21,0 % — особи молодші 18 років, 66,0 % — особи у віці 18—64 років, 13,0 % — особи у віці 65 років та старші. Медіана віку мешканця становила 49,5 року. На 100 осіб жіночої статі у місті припадало 100,0 чоловіків;  на 100 жінок у віці від 18 років та старших — 102,6 чоловіків також старших 18 років.
Середній дохід на одне домашнє господарство  становив 48 713 долари США (медіана — 42 143), а середній дохід на одну сім'ю — 62 206 доларів (медіана — 59 688). Медіана доходів становила 41 111 долар для чоловіків та 21 250 доларів для жінок. За межею бідності перебувало 1,3 % осіб, у тому числі 0,0 % дітей у віці до 18 років та 0,0 % осіб у віці 65 років та старших.
Цивільне працевлаштоване населення становило 33 особи. Основні галузі зайнятості: інформація — 36,4 %, освіта, охорона здоров'я та соціальна допомога — 30,3 %, оптова торгівля — 9,1 %, мистецтво, розваги та відпочинок — 9,1 %.
За даними перепису населення 2000 року в містечкі проживало 95 осіб, 27 сімей, налічувалося 37 домашніх господарств і 43 житлових будинки. Середня густота населення становила близько 73,1 особа на один квадратний кілометр. Расовий склад за даними перепису розподілився таким чином: 96,84 % білих, 1,05 % — представників змішаних рас, 2,11 % — інших народів. Іспаномовні склали 2,11 % від усіх жителів містечка.
З 37 домашніх господарств в 29,7 % — виховували дітей віком до 18 років, 62,2 % представляли собою подружні пари, які спільно проживають, в 5,4 % сімей жінки проживали без чоловіків, 27,0 % не мали сімей. 21,6 % від загального числа сімей на момент перепису жили самостійно, при цьому 8,1 % склали самотні літні люди у віці 65 років та старше. Середній розмір домашнього господарства склав 2,57 особи, а середній розмір родини — 2,81 особи.
Населення містечка за віковою діапазону за даними переписом 2000 року розподілилося таким чином: 27,4 % — жителі молодше 18 років, 5,3 % — між 18 і 24 роками, 23,2 % — від 25 до 44 років, 29,5 % — від 45 до 64 років і 14,7 % — у віці 65 років та старше. Середній вік мешканця склав 42 роки. На кожні 100 жінок припадало 97,9 чоловіків, у віці від 18 років та старше — 97,1 чоловіків також старше 18 років.
Середній дохід на одне домашнє господарство в містечкі склав 23 438 доларів США, а середній дохід на одну сім'ю — 25 417 доларів. При цьому чоловіки мали середній дохід в 25 417 доларів США на рік проти 26 250 доларів середньорічного доходу у жінок. Дохід на душу населення в містечкі склав 11 665 доларів на рік. Всі родини ' ' Бівер ' ' мали дохід, що перевищує рівень бідності, 16,2 % від усієї чисельності населення перебувало на момент перепису населення за межею бідності.